# Obleganje Jeruzalema (1187)
Obleganje Jeruzalema je bil vojaški spopad med križarskim Jeruzalemskim kraljestvom in muslimanskimi Ajubidi,  ki je trajal od 20. septembra do 2. oktobra 1187, ko je Saladin zavzel mesto. Padcu mesta je sledil razpad Jeruzalemskega kraljestva in tretja križarska vojna.

## Zgodovinsko ozadje
Jeruzalemsko kraljestvo je zaradi notranjih sporov močno oslabelo in 4. julija 1187 v bitki pri Hattinu doživelo popoln poraz. Večino plemstva in kralja Guya Lusignanskega  so Ajubidi ujeli in odpeljali v ujetništvo in Saladin je do srede septembra zasedel Akon, Nablus, Jaffo, Toron, Sidon, Bejrut in Askalon. Preživeli iz bitke in begunci so se zatekli v Tir, ki se je zaradi naključnega prihoda Konrada Montferratskega edini lahko še upiral.

## Položaj v Jeruzalemu
Balian Ibelinski, vpliven plemič iz Tira, je Saladina zaprosil za varen prehod do Jeruzalema, da bi od tam odpeljal svojo ženo Marijo Komneno in njuno družino. Saladin je njegovi prošnji ustregel pod pogojem, da ga Balian ne napade in da v Jeruzalemu ne ostane  več kot en dan. Po prihodu v Jeruzalem so patriarh Heraklij, kraljica Sibila in prebivalci mesta Baliana prosili, naj prevzame obrambo mesta. Heraklij ga je prepričeval, da mora ostati zaradi obrambe krščanstva in mu obljubil odvezo prisege, ki jo je dal Saladinu in Balian je popustil.
V Askalon je poslal svoje predstavnike, ki so Saladinu prenesli njegovo odločitev in zavrnili Saladinove pogoje za vdajo Jeruzalema. Saladin je kljub prelomljeni prisegi poskrbel, da je Marija s celo družino varno odšla v Tripoli. Balian Ibelinski je po njihovem odhodu postal najvišje rangirani plemič in arabski kronist Ibn a-Atira je zapisal, da so muslimani nanj gledali kot na kralja.
Položaj v Jeruzalemu je bil strašen. V mestu je bilo 20.000 beguncev iz celega kraljestva, njihovo število pa je še naraščalo. V celem mestu je bilo samo štirinajst vitezov, zato so šestdeset oprod in meščanov na hitro povišali v viteze in se začeli pripravljati na neizogibno obleganje. Saladinu sta se medtem pridružili vojski iz Sirije in Egipta in se po kratkem neuspešnem obleganju Tira 20. septembra 1187 pojavili pred jeruzalemskim obzidjem.

## Obleganje
Saladin in Balian Ibelinski sta se začela pogajati. Posrednik v pogajanjih je bil Jusuf Batit, duhovnik grške pravoslavne cerkve, katero so latinski kristjani zelo zatirali in je pričakovala, da bo imela pod muslimansko vladavino več svobode. Saladin je hotel mesto zasesti brez prelivanja krvi, meščani pa mu svetega mesta niso hoteli predati in so prisegli, da ga bodo branili do smrti. Obleganje se je začelo.
Saladinova vojska se je zbrala pred Davidovim stolpom in Damaščanskimi vrati. Lokostrelci so branilce stalno obstreljevali s puščicami. K obzidju so privlekli oblegovalne naprave, vendar so branilci njihove napade uspešno odbijali. Spopadi brez večjih uspehov so trajali več dni. 26. septembra je Saladin preselil svoj tabor na Oljsko goro na nasprotno stran mesta, kjer ni bilo nobenih mestnih vrat, skozi katera bi jih križarji lahko napadli. Obzidje so stalno obstreljevali s katapulti, mangonelami, petrarijami, grškim ognjem, samostreli in puščicami. Del obzidja so izpodkopali, da se je 29. septembra zrušilo. Muslimani so napadli odprtino v obzidju, vendar jim v mesto ni uspelo prodreti. Bili so mnogo številnejši od križarjev in kmalu je v Jeruzalemu ostalo samo še nekaj deset ljudi, ki so bili sposobni nostiti orožje. Postalo je nevarno in možje niso hoteli prijeti za orožje niti za nenormalno visoko nagrado.
Meščani so bili obupani. Iz odlomka, ki ga je napisal kronist in Balianov oproda Ernoul v Francoskem nadaljevanju Viljema iz Tira je razvidno, da so duhovniki organizirali bosonogo procesijo ob notranji strani mestnega obzidja, ki je bila zelo podobna tisti iz križarskega obleganja mesta  leta 1099. Na Golgoti so matere ostrigle svoje otroke in jih nato do brade pomočile v bazen s hladno vodo. Pokora naj bi odvrnila Božjega sovražnika od mesta, toda "... naš Gospod ni blagovolil uslišati vernikov in njihovih molitev, ki so se razlegale po mestu. Zaradi neprijetnega zadaha nečistovanja, gnusne potratnosti in grehov proti naravi njihove prošnje niso izprosile Božje milosti".

## Pogajanja
Konec septembra se je Balian s svojimi pogajalci pred mestnim obzidjem srečal s sultanom Saladinom in mu ponudil vdajo, ki je je sprva zavrnil. Saladin ponudbe ni sprejel. Med pogajanji so Saladinovi možje napadli mesto in na obzidju razvili svoje zastave. Križarjem je njihov napad uspelo odbiti.
Saladin je nazadnje privolil v mirno predajo mesta. Za vsakega moškega je zahteval dvajset, za žensko deset in za otroka pet bezantov (zlatnikov) odkupnine. Tiste, ki odkupnine ne bi mogli plačati, bi prodal v suženjstvo. Balian je ugovarjal, češ da je cena previsoka in da večina ljudi odkupnine ne bo mogla plačati.
Po vrnitvi v mesto so se križarji odločili, da bodo odkupnino za sedem tisoč najrevnejših plačali iz sklada, ki ga je ustanovil Henrik II. Angleški in so ga čuvali hospitalci. Denar je bil namenjen za pokrivanje stroškov Henrika II. v križarski vojni ali za njegovo pokoro zaradi umora canterburyjskega nadškofa Thomasa Becketa. Kralj ni nikoli prišel do Jeruzalema, zato so del denarja že porabili za plačilo najemnikov (turkopolov) za bitko pri Hattinu.
Balian se je ponovno pogajal s Saladinom in sultan je znižal odkupnino na deset bezantov za moške, pet za ženske in enega za otroke. Balian je trdil, da je odkupnina še vedno previsoka, zato jo je Saladin zaokrožil na 100.000 bezantov za vse prebivalce skupaj. Balian je menil, da je tudi to nemogoče plačati in Saladin je ponovno spustil ceno. Privolil je, da bo za 50.000 bezantov izpustil sedem tisoč ljudi. Nazadnje sta se dogovorila, da bo teh sedem tisoč ljudi izpustil za ceno 30.000 bezantov. Za ceno enega moškega je bil pripravljen izpustiti dve ženski ali deset otrok.

## Vdaja
2. oktobra je Balian predal ključe Davidovega stolpa in citadele. Prebivalci so imeli za plačilo odkupnine približno mesec dni časa, rok pa se je po nekaterih podatkih najbrž podaljšal na 50 dni. Saladin je bil velikodušen in je zastonj izpustil mnogo takih, ki bi morali v suženjstvo. Enako je naredil njegov brat Safadin, Balian in Heraklij pa sta za mnoge plačala odkupnino iz svojega žepa. Ponudila sta se celo za talca za preostale prebivalce, ki ji je bilo nekaj tisoč in niso mogli plačati odkupnine, toda Saladin je njuno ponudbo zavrnil.
Saladin je dovolil urejen odhod iz mesta in preprečil kakršno koli ubijanje, ki je bilo za križarska osvajanja mest običajno. Odkupljeni prebivalci so odšli iz mesta v treh skupinah. Prvi dve so vodili templjarji in hospitalci , tretjo pa Balian in jeruzalemski patriarh. Balian je dobil dovoljenje, da se pridruži svoji ženi in družini v Tripoliju, Heraklij pa dovoljenje, da lahko s seboj odnese del cerkvenih zakladov in relikvij, kar je povzročilo globoko zgražanje muslimanskega kronista Mohameda ibn Hamida Isfahanija.

## Posledice
Nekaj beguncev je odšlo v Tripoli, kjer so jih zavrnili in jih oropali vsega premoženja, ki so ga uspeli prinesti iz Jeruzalema. Mnogi so se potem odpravili proti Antiohiji, Kilikiji in Bizancu. Mnogi so s Saladinovim dovoljenjem odšli v Egipt, kjer so se vkrcali na italijanske ladje in odpluli v Evropo.
Saladin je kristjanom dovolil romanje v Jeruzalem in jim prepustil baziliko Svetega groba. Muslimansko pravico do mesta je utrdil z obrednim umivanjem muslimanskih svetih krajev z rožno vodo. Za Jeruzalemom je osvojil še številna druga mesta in gradove,  med njimi Belvoir, Al-Karak in Montreal, potem pa je začel drugič oblegati Tir.
Medtem je tirski nadškof Joscij prinesel v Evropo novico o katastrofalnem porazu križarjev v bitki pri Hattinu in Evropa je takoj začela načrtovati novo križarsko vojno. 29. oktobra 1187 je papež Gregor VIII. še preden je izvedel za padec Jeruzalema izdal bulo Audita tremendi, s katero je vojno tudi uradno napovedal.  V Angliji in Franciji so takoj uvedli tako imenovani Saladinov davek, s katerim naj bi financirali vojno, vendar se je tretji križarski pohod začel šele leta 1189. Križarji so bili razdeljeni v tri skupine, ki so jih vodili angleški kralj  Rihard I. Levjesrčni, francoski kralj Filip II. Avgust in cesar Svetega Rimskega cesarstva Friderik I. Barbarossa.